# Cheyniana
Cheyniana är ett släkte av myrtenväxter. Cheyniana ingår i familjen myrtenväxter.
Kladogram enligt Catalogue of Life:
| Cheyniana | \| \| Cheyniana microphylla \| \| \| \| \| \| Cheyniana rhodella \| \| \| \| |
|           | \| \| Cheyniana microphylla \| \| \| \| \| \| Cheyniana rhodella \| \| \| \| |
|           | Cheyniana microphylla                                                        |
|           |                                                                              |
|           | Cheyniana rhodella                                                           |
|           |                                                                              |